# Eleições autárquicas portuguesas de 1989 no distrito de Braga
| Eleições autárquicas portuguesas de 1989 Distritos: Aveiro \| Beja \| Braga \| Bragança \| Castelo Branco \| Coimbra \| Évora \| Faro \| Guarda \| Leiria \| Lisboa \| Portalegre \| Porto \| Santarém \| Setúbal \| Viana do Castelo \| Vila Real \| Viseu \| Açores \| Madeira |

## Resultados por concelho
Os resultados nos concelhos do distrito de Braga foram os seguintes:

### Amares
| Partido                 | Partido                        | Votos  | %               | +/-   | Vereadores | +/-     |
| ----------------------- | ------------------------------ | ------ | --------------- | ----- | ---------- | ------- |
|                         | Centro Democrático Social      | 3 549  | 34,87 / 100,00  | -     | 3 / 7      | -       |
|                         | Partido Socialista             | 3 228  | 31,71 / 100,00  | 13,02 | 2 / 7      | 2       |
|                         | Partido Social Democrata       | 2 683  | 26,36 / 100,00  | 17,42 | 2 / 7      | 1       |
|                         | Partido Renovador Democrático  | 297    | 2,92 / 100,00   | 0,97  | 0 / 7      | Estável |
|                         | Coligação Democrática Unitária | 113    | 1,11 / 100,00   | 2,51  | 0 / 7      | Estável |
| Votos Inválidos         | Votos Inválidos                | 309    | 3,03 / 100,00   | 0,94  |            |         |
| Total                   | Total                          | 10 179 | 100,00 / 100,00 |       | 7 / 7      |         |
| Eleitorado/Participação | Eleitorado/Participação        | 13 963 | 72,90 / 100,00  | 4,49  |            |         |

### Barcelos
| Partido                 | Partido                        | Votos  | %               | +/-  | Vereadores | +/-     |
| ----------------------- | ------------------------------ | ------ | --------------- | ---- | ---------- | ------- |
|                         | Partido Social Democrata       | 28 809 | 50,02 / 100,00  | 1,13 | 5 / 9      | Estável |
|                         | Partido Socialista             | 18 113 | 31,45 / 100,00  | 6,32 | 3 / 9      | Estável |
|                         | Centro Democrático Social      | 6 617  | 11,49 / 100,00  | 4,39 | 1 / 9      | Estável |
|                         | Coligação Democrática Unitária | 1 846  | 3,21 / 100,00   | 1,38 | 0 / 9      | Estável |
|                         | União Democrática Popular      | 584    | 1,01 / 100,00   | -    | 0 / 9      | -       |
| Votos Inválidos         | Votos Inválidos                | 1 624  | 2,82 / 100,00   | 0,37 |            |         |
| Total                   | Total                          | 57 593 | 100,00 / 100,00 |      | 9 / 9      |         |
| Eleitorado/Participação | Eleitorado/Participação        | 78 886 | 73,01 / 100,00  | 2,76 |            |         |

### Braga
| Partido                 | Partido                        | Votos   | %               | +/-  | Vereadores | +/-     |
| ----------------------- | ------------------------------ | ------- | --------------- | ---- | ---------- | ------- |
|                         | Partido Socialista             | 40 545  | 54,20 / 100,00  | 9,19 | 7 / 11     | 3       |
|                         | Partido Social Democrata       | 21 796  | 29,14 / 100,00  | 7,90 | 4 / 11     | Estável |
|                         | Coligação Democrática Unitária | 5 004   | 6,69 / 100,00   | 3,30 | 0 / 11     | 1       |
|                         | Centro Democrático Social      | 4 094   | 5,47 / 100,00   | -    | 0 / 11     | -       |
|                         | Partido Renovador Democrático  | 781     | 1,04 / 100,00   | 2,76 | 0 / 11     | Estável |
|                         | União Democrática Popular      | 417     | 0,56 / 100,00   | 0,17 | 0 / 11     | Estável |
| Votos Inválidos         | Votos Inválidos                | 2 173   | 2,91 / 100,00   | 0,04 |            |         |
| Total                   | Total                          | 74 810  | 100,00 / 100,00 |      | 11 / 11    | 2       |
| Eleitorado/Participação | Eleitorado/Participação        | 103 762 | 72,10 / 100,00  | 2,50 |            |         |

### Cabeceiras de Basto
| Partido                 | Partido                        | Votos  | %               | +/-  | Vereadores | +/-     |
| ----------------------- | ------------------------------ | ------ | --------------- | ---- | ---------- | ------- |
|                         | Partido Social Democrata       | 5 350  | 48,42 / 100,00  | 1,41 | 4 / 7      | Estável |
|                         | Partido Socialista             | 5 291  | 47,89 / 100,00  | 0,64 | 3 / 7      | Estável |
|                         | Coligação Democrática Unitária | 135    | 1,22 / 100,00   | 0,03 | 0 / 7      | Estável |
| Votos Inválidos         | Votos Inválidos                | 273    | 2,47 / 100,00   | 0,74 |            |         |
| Total                   | Total                          | 11 049 | 100,00 / 100,00 |      | 7 / 7      |         |
| Eleitorado/Participação | Eleitorado/Participação        | 14 680 | 75,27 / 100,00  | 3,63 |            |         |

### Celorico de Basto
| Partido                 | Partido                        | Votos  | %               | +/-   | Vereadores | +/-     |
| ----------------------- | ------------------------------ | ------ | --------------- | ----- | ---------- | ------- |
|                         | Partido Social Democrata       | 4 029  | 33,39 / 100,00  | 6,58  | 3 / 7      | 1       |
|                         | Centro Democrático Social      | 3 935  | 32,61 / 100,00  | 17,90 | 2 / 7      | 2       |
|                         | Partido Socialista             | 3 555  | 29,46 / 100,00  | 17,69 | 2 / 7      | 1       |
|                         | Coligação Democrática Unitária | 212    | 1,76 / 100,00   | 0,53  | 0 / 7      | Estável |
| Votos Inválidos         | Votos Inválidos                | 335    | 2,77 / 100,00   | 0,66  |            |         |
| Total                   | Total                          | 12 066 | 100,00 / 100,00 |       | 7 / 7      |         |
| Eleitorado/Participação | Eleitorado/Participação        | 16 926 | 71,29 / 100,00  | 6,29  |            |         |

### Esposende
| Partido                 | Partido                        | Votos  | %               | +/-   | Vereadores | +/-     |
| ----------------------- | ------------------------------ | ------ | --------------- | ----- | ---------- | ------- |
|                         | Partido Social Democrata       | 8 167  | 47,33 / 100,00  | 8,65  | 4 / 7      | 1       |
|                         | Centro Democrático Social      | 6 342  | 36,75 / 100,00  | 12,85 | 3 / 7      | 1       |
|                         | Partido Socialista             | 1 960  | 11,36 / 100,00  | 5,91  | 0 / 7      | Estável |
|                         | Coligação Democrática Unitária | 353    | 2,05 / 100,00   | 0,24  | 0 / 7      | Estável |
| Votos Inválidos         | Votos Inválidos                | 434    | 2,51 / 100,00   | 0,19  |            |         |
| Total                   | Total                          | 17 256 | 100,00 / 100,00 |       | 7 / 7      |         |
| Eleitorado/Participação | Eleitorado/Participação        | 22 032 | 78,32 / 100,00  | 1,51  |            |         |

### Fafe
| Partido                 | Partido                        | Votos  | %               | +/-  | Vereadores | +/-     |
| ----------------------- | ------------------------------ | ------ | --------------- | ---- | ---------- | ------- |
|                         | Partido Socialista             | 15 322 | 57,63 / 100,00  | 3,47 | 5 / 7      | 1       |
|                         | Partido Social Democrata       | 8 773  | 33,00 / 100,00  | 0,70 | 2 / 7      | 1       |
|                         | Coligação Democrática Unitária | 881    | 3,31 / 100,00   | 1,13 | 0 / 7      | Estável |
|                         | Centro Democrático Social      | 839    | 3,16 / 100,00   | 1,66 | 0 / 7      | Estável |
| Votos Inválidos         | Votos Inválidos                | 770    | 2,90 / 100,00   | 0,03 |            |         |
| Total                   | Total                          | 26 585 | 100,00 / 100,00 |      | 7 / 7      |         |
| Eleitorado/Participação | Eleitorado/Participação        | 36 963 | 71,92 / 100,00  | 4,72 |            |         |

### Guimarães
| Partido                 | Partido                        | Votos   | %               | +/-   | Vereadores | +/-     |
| ----------------------- | ------------------------------ | ------- | --------------- | ----- | ---------- | ------- |
|                         | Partido Socialista             | 37 812  | 47,24 / 100,00  | 14,64 | 6 / 11     | 3       |
|                         | Partido Social Democrata       | 25 043  | 31,29 / 100,00  | 1,40  | 3 / 11     | 1       |
|                         | Centro Democrático Social      | 7 677   | 9,59 / 100,00   | 6,55  | 1 / 11     | Estável |
|                         | Coligação Democrática Unitária | 6 435   | 8,04 / 100,00   | 1,85  | 1 / 11     | Estável |
|                         | Partido Renovador Democrático  | 1 105   | 1,38 / 100,00   | 3,69  | 0 / 11     | Estável |
| Votos Inválidos         | Votos Inválidos                | 1 972   | 2,47 / 100,00   | 0,30  |            |         |
| Total                   | Total                          | 80 044  | 100,00 / 100,00 |       | 11 / 11    | 2       |
| Eleitorado/Participação | Eleitorado/Participação        | 115 635 | 69,22 / 100,00  | 3,06  |            |         |

### Póvoa de Lanhoso
| Partido                 | Partido                        | Votos  | %               | +/-   | Vereadores | +/-     |
| ----------------------- | ------------------------------ | ------ | --------------- | ----- | ---------- | ------- |
|                         | Centro Democrático Social      | 4 227  | 33,48 / 100,00  | 19,32 | 3 / 7      | 2       |
|                         | Partido Socialista             | 4 128  | 32,69 / 100,00  | 5,22  | 2 / 7      | Estável |
|                         | Partido Social Democrata       | 3 703  | 29,33 / 100,00  | 22,48 | 2 / 7      | 2       |
|                         | Coligação Democrática Unitária | 210    | 1,66 / 100,00   | 1,27  | 0 / 7      | Estável |
| Votos Inválidos         | Votos Inválidos                | 358    | 2,83 / 100,00   | 0,81  |            |         |
| Total                   | Total                          | 12 626 | 100,00 / 100,00 |       | 7 / 7      |         |
| Eleitorado/Participação | Eleitorado/Participação        | 16 269 | 77,61 / 100,00  | 2,80  |            |         |

### Terras de Bouro
| Partido                 | Partido                        | Votos | %               | +/-   | Vereadores | +/-     |
| ----------------------- | ------------------------------ | ----- | --------------- | ----- | ---------- | ------- |
|                         | Partido Social Democrata       | 3 304 | 57,35 / 100,00  | 48,02 | 4 / 5      | 4       |
|                         | Partido Socialista             | 1 494 | 25,93 / 100,00  | 20,45 | 1 / 5      | 1       |
|                         | Centro Democrático Social      | 582   | 10,10 / 100,00  | 69,84 | 0 / 5      | 5       |
|                         | Coligação Democrática Unitária | 183   | 3,18 / 100,00   | 0,79  | 0 / 5      | Estável |
| Votos Inválidos         | Votos Inválidos                | 198   | 3,44 / 100,00   | 0,58  |            |         |
| Total                   | Total                          | 5 761 | 100,00 / 100,00 |       | 5 / 5      |         |
| Eleitorado/Participação | Eleitorado/Participação        | 7 862 | 73,28 / 100,00  | 1,86  |            |         |

### Vieira do Minho
| Partido                 | Partido                        | Votos  | %               | +/-   | Vereadores | +/-     |
| ----------------------- | ------------------------------ | ------ | --------------- | ----- | ---------- | ------- |
|                         | Partido Socialista             | 4 000  | 42,92 / 100,00  | 12,21 | 3 / 7      | 1       |
|                         | Partido Social Democrata       | 3 345  | 35,89 / 100,00  | 16,45 | 3 / 7      | 2       |
|                         | Centro Democrático Social      | 1 229  | 13,19 / 100,00  | -     | 1 / 7      | -       |
|                         | Coligação Democrática Unitária | 462    | 4,96 / 100,00   | 1,08  | 0 / 7      | Estável |
| Votos Inválidos         | Votos Inválidos                | 284    | 3,04 / 100,00   | 1,34  |            |         |
| Total                   | Total                          | 9 320  | 100,00 / 100,00 |       | 7 / 7      |         |
| Eleitorado/Participação | Eleitorado/Participação        | 13 269 | 70,24 / 100,00  | 1,89  |            |         |

### Vila Nova de Famalicão
| Partido                 | Partido                        | Votos  | %               | +/-  | Vereadores | +/-     |
| ----------------------- | ------------------------------ | ------ | --------------- | ---- | ---------- | ------- |
|                         | Partido Socialista             | 37 143 | 59,35 / 100,00  | 7,62 | 6 / 9      | Estável |
|                         | Partido Social Democrata       | 16 375 | 26,16 / 100,00  | 6,54 | 3 / 9      | Estável |
|                         | Centro Democrático Social      | 4 881  | 7,80 / 100,00   | 1,44 | 0 / 9      | Estável |
|                         | Coligação Democrática Unitária | 2 770  | 4,43 / 100,00   | 0,08 | 0 / 9      | Estável |
| Votos Inválidos         | Votos Inválidos                | 1 418  | 2,26 / 100,00   | 0,35 |            |         |
| Total                   | Total                          | 62 587 | 100,00 / 100,00 |      | 9 / 9      |         |
| Eleitorado/Participação | Eleitorado/Participação        | 86 468 | 72,38 / 100,00  | 3,92 |            |         |

### Vila Verde
| Partido                 | Partido                        | Votos  | %               | +/-     | Vereadores | +/-     |
| ----------------------- | ------------------------------ | ------ | --------------- | ------- | ---------- | ------- |
|                         | Centro Democrático Social      | 9 618  | 39,01 / 100,00  | 5,86    | 3 / 7      | 1       |
|                         | Partido Social Democrata       | 9 468  | 38,40 / 100,00  | 9,22    | 3 / 7      | 1       |
|                         | Partido Socialista             | 4 335  | 17,58 / 100,00  | 3,03    | 1 / 7      | Estável |
|                         | Coligação Democrática Unitária | 465    | 1,89 / 100,00   | 0,32    | 0 / 7      | Estável |
| Votos Inválidos         | Votos Inválidos                | 771    | 3,13 / 100,00   | Estável |            |         |
| Total                   | Total                          | 24 657 | 100,00 / 100,00 |         | 7 / 7      |         |
| Eleitorado/Participação | Eleitorado/Participação        | 33 570 | 73,45 / 100,00  | 0,36    |            |         |